# New England 200 1993
New England 200 1993 var ett race som var den elfte deltävlingen i PPG indyCar World Series 1993. Racet kördes den 8 augusti på New Hampshire International Speedway. Nigel Mansell fortsatte att rycka ifrån i mästerskapskampen, genom att ta sin andra raka seger. Han fick tufft motstånd av Paul Tracy, men kunde till slut dra ifrån honom och ta hand om vinsten på sin 40-årsdag. Med Mansells maxpoäng, så kunde ändå hans främsta mästerskapsrival Emerson Fittipaldi rädda en tredjeplats. 

## Slutresultat
| Plats | Förare             | Team                     | Grid | Kvaltid |
| ----- | ------------------ | ------------------------ | ---- | ------- |
| 1     | Nigel Mansell      | Newman/Haas Racing       | 1    | 22,504  |
| 2     | Paul Tracy         | Marlboro Team Penske     | 4    | 22,700  |
| 3     | Emerson Fittipaldi | Marlboro Team Penske     | 13   | 23,211  |
| 4     | Roberto Guerrero   | Budweiser King Racing    | 5    | 22,795  |
| 5     | Robby Gordon       | A.J. Foyt Enterprises    | 14   | 23,432  |
| 6     | Scott Brayton      | Dick Simon Raving        | 7    | 23,013  |
| 7     | Bobby Rahal        | Rahal-Hogan Racing       | 9    | 23,054  |
| 8     | Al Unser Jr.       | Galles Racing            | 15   | 23,465  |
| 9     | Jimmy Vasser       | Hayhoe Racing            | 11   | 23,092  |
| 10    | Brian Till         | Turley Motorsports       | 21   | 23,986  |
| 11    | Mike Groff         | Rahal-Hogan Racing       | 16   | 23,473  |
| 12    | Olivier Grouillard | Indy Regency Racing      | 19   | 23,797  |
| 13    | Hiro Matsushita    | Walker Racing            | 22   | 24,139  |
| 14    | Stefan Johansson   | Bettenhausen Motorsports | 12   | 23,211  |
| 15    | Willy T. Ribbs     | Walker Racing            | 17   | 23,567  |
| 16    | Teo Fabi           | Hall/VDS Racing          | 10   | 23,072  |
| 17    | Marco Greco        | Sovereign Racing         | 24   | 24,475  |
| 18    | Johnny Unser       | Dale Coyne Racing        | 23   | 24,268  |
| 19    | Scott Goodyear     | Walker Racing            | 3    | 22,690  |
| 20    | Mario Andretti     | Newman/Haas Racing       | 6    | 22,811  |
| 21    | Raul Boesel        | Dick Simon Racing        | 2    | 22,510  |
| 22    | Danny Sullivan     | Galles Racing            | 8    | 23,046  |
| 23    | Dave Kudrave       | Euromotorsport           | 20   | 23,798  |
| 24    | Jeff Wood          | Euromotorsport           | 25   | 24,518  |
| 25    | Arie Luyendyk      | Chip Ganassi Racing      | 18   | 23,583  |